# 大格利寧湖
大格利寧湖（德語：Großer Glieningsee），是德國的湖泊，位於該國西南部，由勃蘭登堡州負責管轄，處於奧得-施普雷縣，長0.5公里，面積2.1平方公里，海拔高度43米。